# Ruta Nacional 38 (Colombia)
La Ruta Nacional 38 fue una ruta colombiana de tipo transversal que iniciaba en el sitio de Puente Arimena (municipio de Puerto Gaitán), departamento del Meta, saliendo de la Ruta Nacional 40 y finalizaba en el sitio de Puerto Nariño (municipio de Cumaribo), departamento del Vichada, a la ribera del río Orinoco en la frontera con Venezuela. Esta ruta pretendía unir la parte central y oriental del Vichada con le resto del país y se pretendía una conexión con el Guainía con la otrora Ruta Nacional 95. 

## Antecedentes
La ruta fue establecida en la Resolución 3700 de 1995 y eliminada por la Resolución 339 de 1999 donde sus tramos ahora forman parte de la Red Vial Secundaria y terciaria de los departamentos de Meta y Vichada.        
La ruta se encuentra en una de las regiones menos habitadas y también de las más olvidadas. Por lo que el estado actual de la vía es precario. no posee ningún tramo pavimentado y durante la estación lluviosa es intransitable y con mucho riesgo para los conductores y pasajeros. En diversas ocasiones se ha evidenciado en medios de comunicación la situación de la vía pero no se han tomado medidas para mejorar la condición de la Ruta.

## Descripción de la Ruta
La ruta estaba dividida de la siguiente manera:

### Ruta eliminada o anterior[2]
| Código | Tipo  | Recorrido                 | Situación Actual                          |
| ------ | ----- | ------------------------- | ----------------------------------------- |
| 3801   | Tramo | Cruce Ruta 40 - La Arepa  | - 4010 Tramo de la Ruta Nacional 40       |
| 3802   | Tramo | La Arepa - Gaviotas       | - 3802 Carretera Secundaria Departamental |
| 3803   | Tramo | Gaviotas - Cumaribo       | - 3803 Carretera Secundaria Departamental |
| 3804   | Tramo | Cumaribo - Palmarito      | - 3804 Carretera Secundaria Departamental |
| 3805   | Tramo | Palmarito - Puerto Nariño | - 3805 Carretera Secundaria Departamental |

## Municipios
Las ciudades y municipios por los que recorre la ruta son los siguientes (fondo azul: recorrido actual; Fondo gris: recorrido anterior o propuesto; texto en negrita: recorre por el casco urbano; texto azul: Ríos):
| Tramo | Municipio     | Recorrido | Departamento |
| ----- | ------------- | --- | ------------ |
| 3801  | Puerto Gaitán | Cruce Ruta 40 (Cruce 4010 ); La Arepa | Meta         |
| 3802  | Puerto Gaitán | La Arepa; Límites Vichada | Meta         |
| 3802  | Cumaribo      | El Viento; Gaviotas. | Vichada      |
| 3803  | Cumaribo      | Gaviotas; Tres Matas (Acceso 40VC01 a Santa Rosalía y acceso 38VC01 a Sam José de Ocuné); La 14 (variante 38VC02 por Guacamayas); Reserva Natural Serranías de la casa Blanca; Cumaribo. | Vichada      |
| 3804  | Cumaribo      | Cumaribo; Palmarito. | Vichada      |
| 3805  | Cumaribo      | Palmarito; Chaparral (Acceso 40VC01 a Parque Nacional Natural El Tuparro); Jibici; Puerto Nariño.                                                                                        | Vichada      |

## Concesiones y proyectos
Actualmente la ruta no posee kilómetros entregados en Concesión para su construcción, mejoramiento y operación.